# Tanjung Kepayang (Banyuasin III)
Tanjung Kepayang is een bestuurslaag in het regentschap Banyuasin van de provincie Zuid-Sumatra, Indonesië. Tanjung Kepayang telt 797 inwoners (volkstelling 2010).